# Chitarra flamenca
La chitarra flamenca differisce dalla chitarra classica per alcune caratteristiche costitutive, oltre che per una tecnica diversa soprattutto dell'uso della mano destra.
Per quanto riguarda la costruzione la chitarra flamenca tradizionale ha fondo e fasce in cipresso e piano armonico (più assottigliato che nella classica) in abete, caratteristica che produce un suono più acuto e "forte", anche se di più rapida estinzione. Per ovviare a questo problema negli ultimi anni i costruttori di chitarre flamenche hanno cominciato ad utilizzare il palissandro per fondo e fasce, e il cedro per il piano armonico, in modo da ottenere un suono più "caldo" e dotato di maggior sustain. Naturalmente ci possono essere varie combinazioni (es. fasce e fondo in cipresso e piano in cedro) a seconda della sonorità ricercata.
Il ponte della chitarra è più basso che nella classica in modo da diminuire l'altezza delle corde dal manico. Ciò produce quel suono caratteristico dovuto allo sfregamento delle corde sui tasti e sul manico della chitarra che differenzia una "classica" da una "flamenca". Intorno alla buca, nelle parti inferiore e superiore del piano armonico si colloca un rivestimento in plastica trasparente chiamato golpeador che serve a proteggere la laccatura del legno quando si usa la tecnica del golpe.
La tensione delle corde è di solito più bassa che nella chitarra classica, e nei modelli più tradizionali la paletta non è dotata di meccaniche per l'accordatura ma di piroli, in omaggio all'antica tradizione di liuteria.
Per quanto riguarda il modo di suonare la chitarra flamenca, le principali differenze dalla classica si hanno nell'uso della mano destra e consistono nelle tecniche del pulgar, alzapúa, rasgueo, golpe, picados e arpegios.
La prima composizione considerata toque flamenco è il Rondeña di Julian Arcas, suonato con chitarre di D. Antonio de Torres Jurado c. 1860, che è considerato il "Padre" della chitarra. Queste chitarre (Torres) sono state le prime preparate per i concerti.